# Campoletis grioti
Campoletis grioti là một loài tò vò trong họ Ichneumonidae.